# This Is How We Do It
This Is How We Do It is een nummer van de Amerikaanse r&b-zanger Montell Jordan uit 1995. Het is de eerste single van zijn gelijknamige debuutalbum. Het nummer bevat een sample van het nummer "Children's Story" van Slick Rick.
Het nummer werd in veel landen een grote hit, en haalde zelfs de nummer 1-positie in de Amerikaanse Billboard Hot 100. In de Nederlandse Top 40 haalde het de 11e positie, en in de Vlaamse Ultratop 50 de 38e.
In 2015 kwam de Nederlandse dj Joe Stone met een remix van het nummer, getiteld The Party (This Is How We Do It). Deze remix haalde in Nederland de 2e positie in de Tipparade, en in Vlaanderen de 32e positie in de Tipparade.